# Abuso sexual de menores na Ordem Salesiana
Os escândalos de abuso sexual na Ordem Salesiana são um importante capítulo na série de casos de abusos sexuais por membros da Igreja Católica em várias jurisdições de países ocidentais.

## Abusos na Austrália
Na Austrália, há alegações de que os Salesianos moveram  um padre acusado de abusos de Melbourne para Samoa para evitar  investigação policial e acusações.
Em agosto de 2008, o chefe Salesiano  na Austrália, Padre Frank Moloney SDB, pediu desculpas às vítimas de um ex-padre, Paul Evans, condenado por uma série de crimes. Evans era um Salesiano, quando os crimes ocorreram em Boys' Town em Sydney, na década de 1980. Ele foi legalmente e canonicamente removido da Ordem em 1991.
Várias condenações estão relacionadas com  abusos sexuais por parte de professores e sacerdotes na escola, particularmente por delitos cometidos nas décadas de 1970 e 80, incluindo: Michael Aulsebrook, preso pelo abuso sexual de um jovem de 12 anos, estudante em 1983. Peter Paul van Ruth, que foi condenado a 28 meses de prisão em 2011, por agredir indecentemente agredir dois meninos de 12 anos. Frank Klep, um ex-diretor da faculdade que "...foi condenado, em 1994, por quatro acusações de agressão sexual relativas a incidentes na década de 1970."
Outros sacerdotes do colégio fizeram acordos com indenizações substanciais pagas às suas vítimas, mas não foram  condenados. Enquanto isso, o padre Jack Ayers, um professor e jardineiro da escola, foi movido para Samoa após as denúncias  contra ele serem divulgadas.

## Abuso na Bélgica
Em 2007, um tribunal penal belga condenou Willem VC, um  padre Salesiano laicizado, a 4 anos de prisão por delinquência sexual com vários adolescentes menores de idade. Durante a investigação criminal pela polícia e pelo judiciário, foi descoberto que os atos de delinquência sexual  ocorreram quando ele era membro da congregação Salesiana. Ele foi expulso da ordem em 2001 pelos incidentes.

## Abuso na Holanda
Em fevereiro de 2010 os Salesianos da Holanda foram acusados de abuso sexual no juvenato Don Rua  em 's-Heerenberg. O bispo Salesiano  da cidade de Roterdã, van Luyn, defendeu uma investigação completa.

## Abusos nos Estados Unidos
Em 2006 o jornal Dallas Morning News informou que os líderes dos Salesianos de Don Bosco, com sede em San Francisco, tinham tranferido sacerdotes acusados de abuso sexual de um país para outro, longe de policiais e vítimas. Isto incluiu o Rev. Frank Klep, que supostamente foi transferido para  a ilha de Samoa em 1998, enquanto era investigado criminalmente na Austrália.
Além disso, foi alegado que os líderes optaram por se manterem quietos quando confrontados com as denúncias de abuso. Nos Estados Unidos a escola secundária Salesiana  em Richmond, Califórnia perdeu um caso de abuso sexual.
Em 2008 a Sociedade Salesiana de Los Angeles concordou em pagar 19,5 milhões de dólares para 17 vítimas de abuso na infância, finalizando o último caso não resolvido  envolvendo a Arquidiocese de Los Angeles.
O acordo veio depois que os jurados se preparavam para ouvir as acusações de que os Salesianos sabiam que o Padre Titian Miani tinha sido acusado de ataque a jovens quando eles lhe eram encaminhados à St. John Bosco High School em Bellflower, onde ele supostamente molestou quatro crianças. Após sua transferência para Bellflower ele fez amizade com uma família cujo pai havia morrido recentemente. Enquanto a mãe estava ocupada no trabalho e na escola noturna, Miani ia até a casa da família e molestava o filho de 15 anos de idade e a duas filhas, segundo os documentos do tribunal. Miani deixou a ordem em 1974, mas continuou a servir como sacerdote até a sua aposentadoria clerical em 1993.